# 鶴見町 (浜松市)
鶴見町（つるみちょう）は静岡県浜松市中央区の町名。丁番を持たない単独町名である。住居表示未実施。

## 地理
浜松市中央区の東部、飯田地区の北東部に位置する。東で磐田市森本・赤池・竜洋中島、西で龍光町及び飯田町、南で新貝町、北で材木町と接する。

### 河川
- 安間川

### 学区
小学校・中学校の学区は以下の通りである。
- 浜松市立飯田小学校
- 浜松市立東部中学校

## 歴史

### 町名の由来
室町時代の人で、現在の島田市金谷町の城主鶴見因幡守栄寿（つるみいなばのかみひでとし）が生まれた土地である説と、昔大きな木があって鶴が良くとまっており多くの人がその鶴を見た説がある。

### 沿革
- 1889年（明治22年）4月1日 - 町村制の施行により、長上郡鶴見村・小池村が周辺の村と合併し、長上郡飯田村となる。旧村名は飯田村の大字として残る[WEB 8]。
- 1896年（明治29年）4月1日 - 郡制の施行により、飯田村の所属郡が浜名郡に変更となる。
- 1954年（昭和29年）7月1日 – 飯田村が浜松市に編入される。
- 1956年（昭和31年） - 大字鶴見から鶴見町へ住所表記を変更する[WEB 9]。
- 2007年（平成19年）4月1日 - 浜松市が政令指定都市となる。鶴見町は南区の一部となる。
- 2024年（令和6年）1月1日 - 浜松市の行政区再編により、鶴見町は中央区の一部となる。

## 施設
- 静岡県警察浜松東警察署鶴見交番
- ソミック石川鶴見工場・アスキー本社
- ヨシケイ浜松 本社
- 蔦木 本社
- ベックカワムラ鶴見工場
- 丸長鍍金 本社
- ラビット急行 本社
- ミニストップ浜松鶴見町店
- 津島神社
- 八柱神社

## 交通

### バス
- 遠鉄バス91鶴見線：（浜松駅 方面 - ）鶴見 - 市場北 - 鶴見中（ - 新貝住宅 方面）

### 道路
- 静岡県道313号笠井飯田線（飯田街道（中央卸売市場北交差点以西））
- 浜松市道鶴見向宿線（飯田街道）
- 浜松市道飯田鶴見線（市場通り）

## その他

### 警察
警察の管轄区域は以下の通りである。
| 番・番地等 | 警察署       | 交番・駐在所 |
| ---------- | ------------ | ------------ |
| 全域       | 浜松東警察署 | 鶴見交番     |

### 消防
消防の管轄区域は以下の通りである。
| 番・番地等 | 消防署   | 本署/出張所 |
| ---------- | -------- | ----------- |
| 全域       | 南消防署 | 芳川出張所  |

### 書籍
1. ↑  『わが町文化誌 輝くいなほ はたの音』浜松市立東部公民館、1988年3月31日、47頁。

### WEB
1. ↑  “h02_22.csv”.   総務省 (2022年2月10日). 2024年7月28日閲覧。
2. ↑  “chuouku_menseki.xlsx”.   浜松市 (2024年3月12日). 2024年7月28日閲覧。
3. ↑  “静岡県 浜松市中央区 鶴見町の郵便番号 - 日本郵便”.   日本郵便. 2025年2月15日閲覧。
4. ↑  “市外局番の一覧”.   総務省 (2022年3月1日). 2024年7月28日閲覧。
5. ↑  “事業所案内及び管轄地域（事務所3件、分室3件）”.   一般社団法人静岡県自動車会議所. 2024年7月28日閲覧。
6. ↑  “住居表示実施状況／浜松市”.   浜松市 (2024年1月4日). 2024年7月28日閲覧。
7. ↑  “学校名から探す／浜松市”.   浜松市 (2024年1月1日). 2024年7月28日閲覧。
8. ↑  “historyofcities.pdf”.   静岡県総務部合併推進室・財団法人静岡県市町村振興協会. 2024年9月20日閲覧。
9. ↑  “解説ページ”.   株式会社エア. 2024年10月8日閲覧。
10. ↑  “鶴見交番｜静岡県警察”.   静岡県警察 (2024年1月1日). 2024年7月28日閲覧。
11. ↑  “消防署の町別管轄「つ」／浜松市”.   浜松市 (2020年3月25日). 2024年7月28日閲覧。